# Урисиу де Жос (Муреш)
Урисиу де Жос (рум. Urisiu de Jos) насеље је у Румунији у округу Муреш у општини Кихеру Де Жос. Oпштина се налази на надморској висини од 442 m.

## Становништво
Према подацима из 2002. године у насељу је живело 359 становника, од којих су сви румунске националности.